# His Wife's Child
His Wife's Child is een Amerikaanse stomme film uit 1913 onder regie van Harry Solter.

## Cast
| Acteur               | Personage |
| -------------------- | --------- |
| Florence Lawrence    |           |
| Matt Moore           |           |
| Earle Foxe           |           |
| Charles Craig        |           |
| Jack Newton          |           |
| Leonora von Ottinger |           |
| Percy Standing       |           |
| Jane Carter          |           |